# ムームー (衣服)

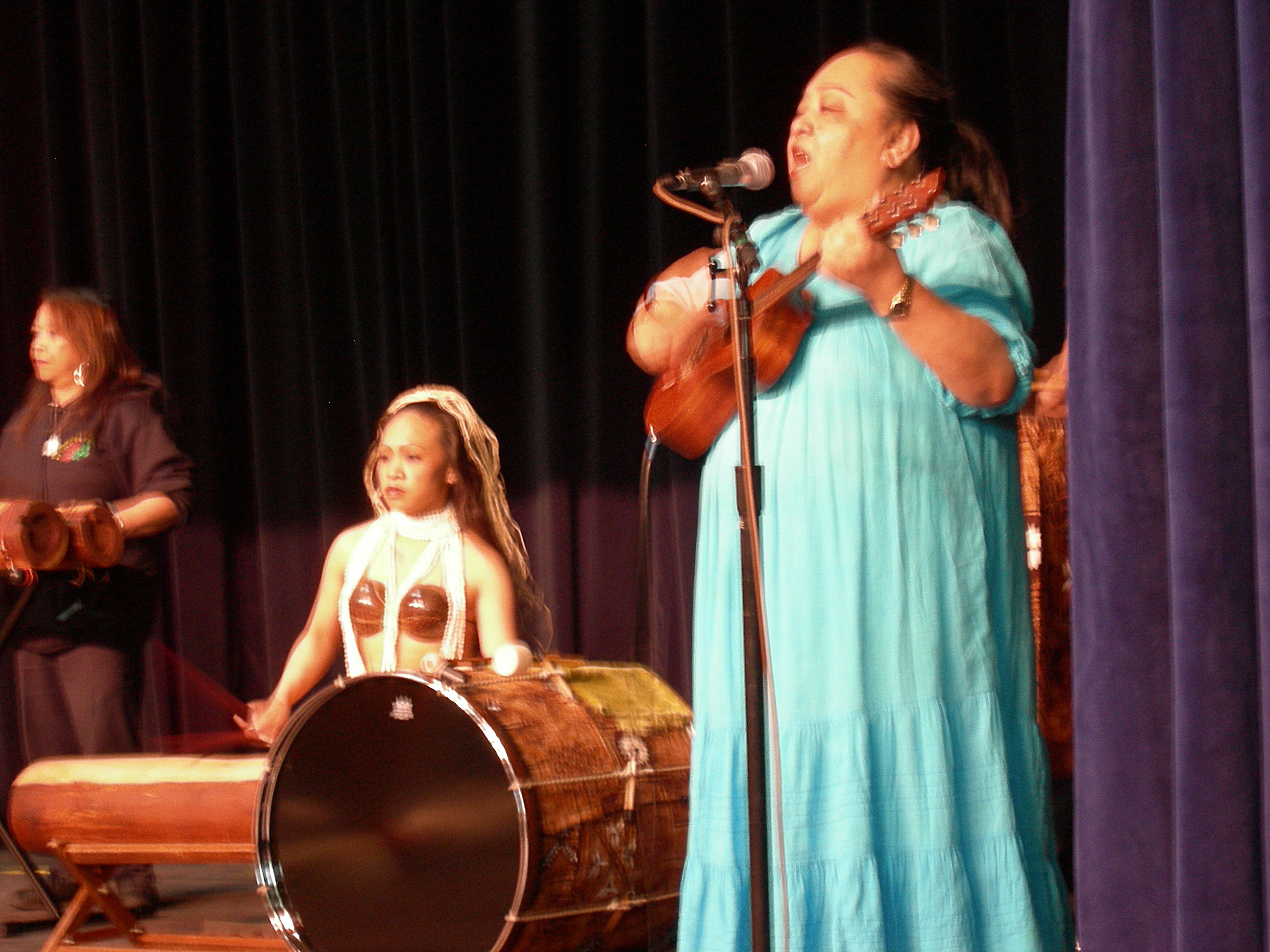
水色のムームーを身につけてウクレレを弾く女性（手前）

ムームー（英: muumuu, ハワイ語: muʻumuʻu）とは、ハワイで女性の正装とされているゆったりとしたドレス。
日本においてはフラダンスの衣装として着られるほか、中高年女性の夏の部屋着や、健康ランド（スーパー銭湯）の女性用館内着として用いられることもある。

## 概要
Tシャツを長くしたような形状の、短い袖を持つすとんとしたワンピースが主流であるが、その他にもさまざまな形状のものが着られている。
薄手の木綿でゆったりとしたデザインに作られ、アロハシャツのような派手な色柄のものが多い。フリルなどが多用されることもある。

## 歴史
かつてハワイの女性は上半身裸で過ごしていたが、キャプテン・クックがハワイ島を発見した後、この地に渡ってきた宣教師が裸体を隠すために衣服を着せたとされている。
「muʻumuʻu」とはハワイ語で「短く切る」という意味を持つ。西洋の女性のようなドレスでは温暖な気候にそぐわないため、袖や裾を短くアレンジしたことが発祥とされる。